# Angivillers
Angivillers är en kommun i departementet Oise i regionen Hauts-de-France i norra Frankrike. Kommunen ligger i kantonen Saint-Just-en-Chaussée som tillhör arrondissementet Clermont. År 2022 hade Angivillers 159 invånare.

## Befolkningsutveckling
Antalet invånare i kommunen Angivillers
| Referens: INSEE |